# 昼間点灯

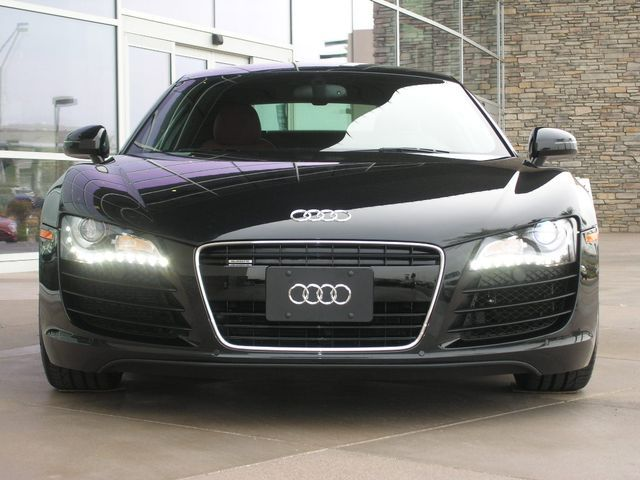
アウディ・R8のDRL(LEDタイプ)

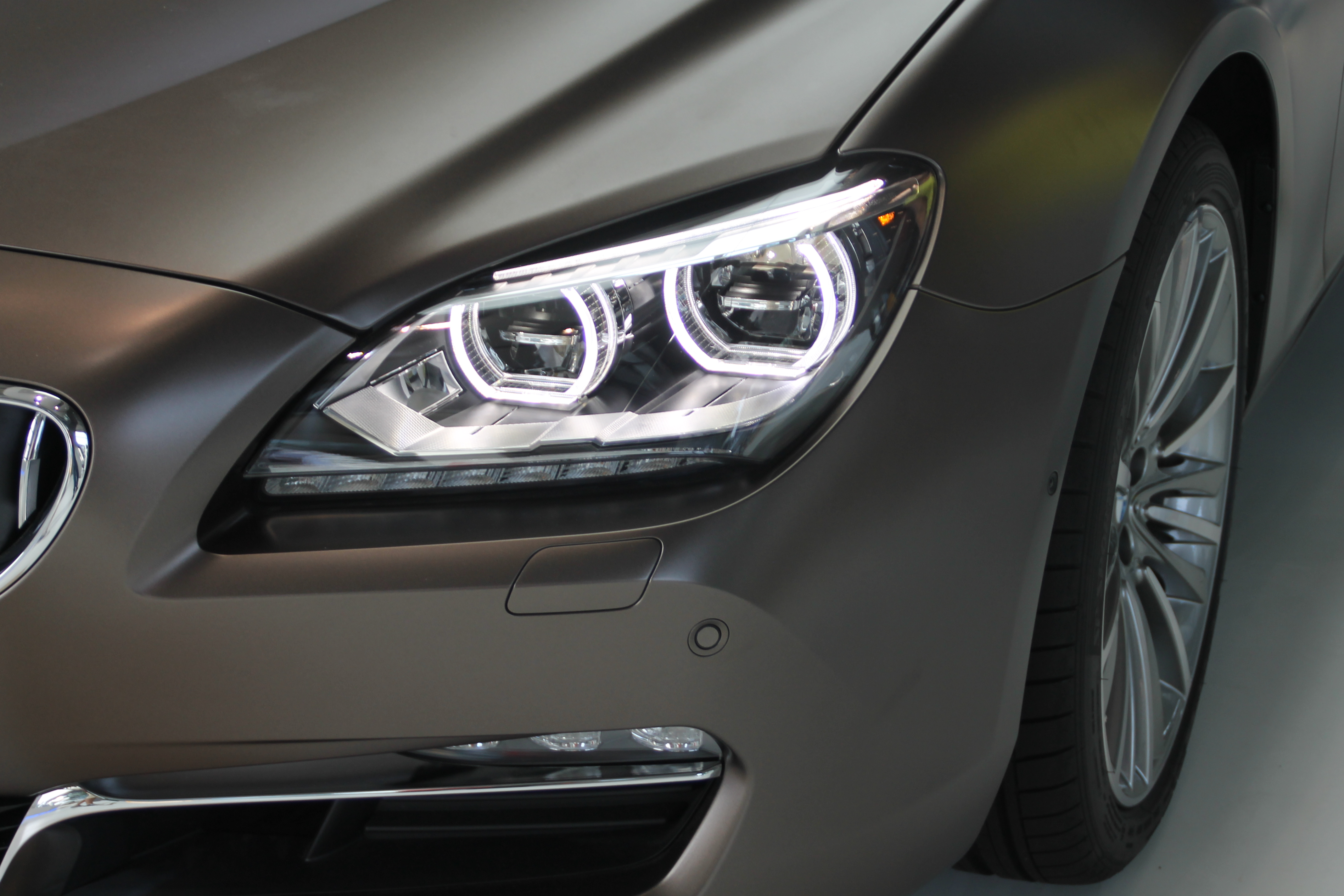
BMW・6シリーズ グランクーペのDRL(LEDタイプ)

昼間点灯（ちゅうかんてんとう）とは、昼間の明るいうちから車両の前照灯などを点灯させること。日本ではデイライトとも称される。
自動車用としては、1970年代から被視認性を高めるとともに交通事故防止につながるとして世界中で研究が始まり、スウェーデンをはじめとするスカンディナヴィア諸国から世界に広まった。日本では鉄道、緊急自動車、事業用自動車、オートバイ以外では一般的ではなかったが、2000年代以降は昼間点灯用のLED前照灯を搭載した車両の販売開始に伴い、ドレスアップ目的なども含め、普及が進んでいる。
類似の施策に「トワイライト・オン」がある。常時点灯はしないが、日没に先立ち前照灯を点灯して、特に事故の多い薄暮時間帯の交通事故防止を目指す取り組みである。運動推進時間（点灯時間）は、東京都中野区では「日没のおおむね1時間前」としている。

## 鉄道

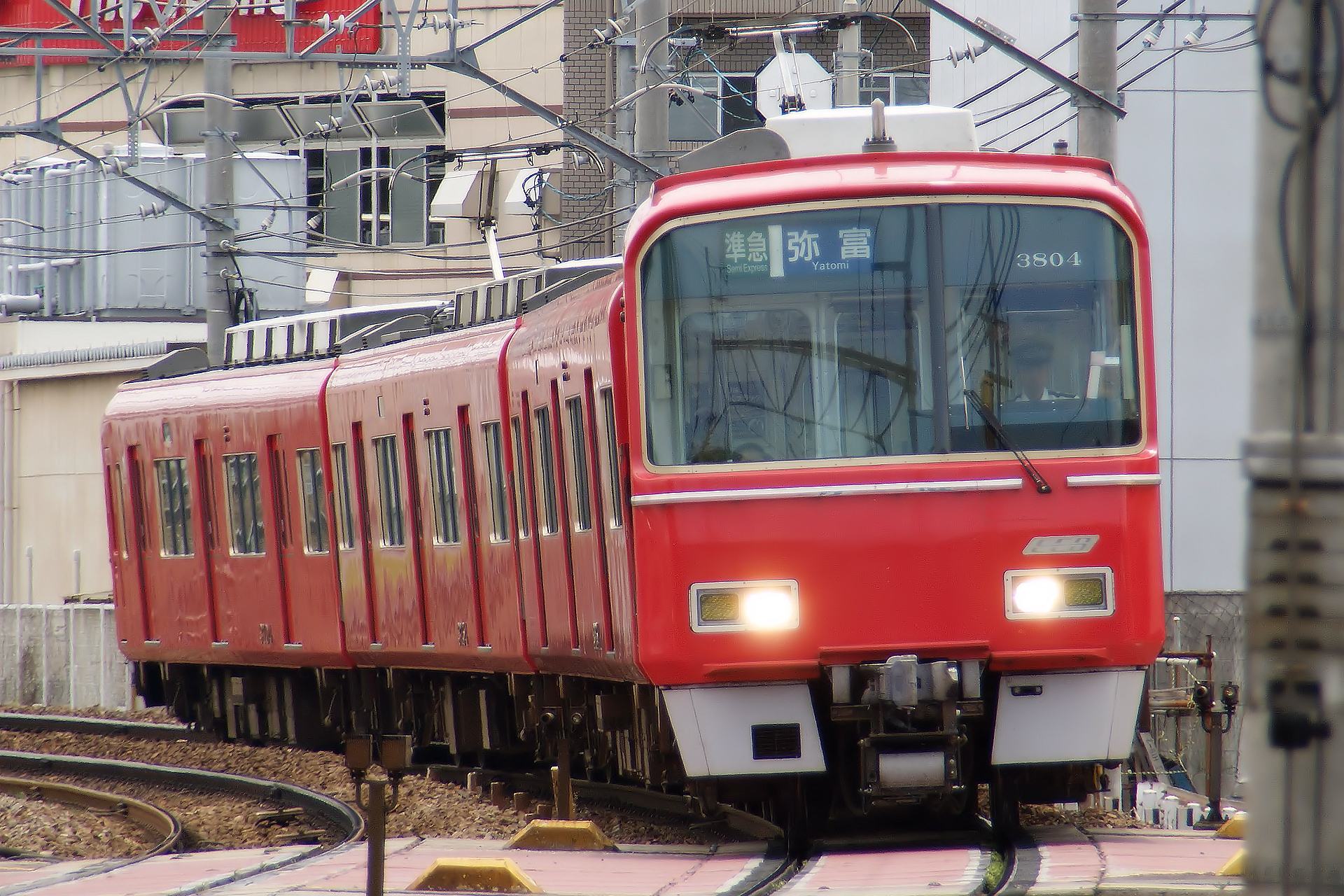
大手私鉄で最初に昼間点灯を完全実施した名古屋鉄道の電車（名鉄3700系電車）

東海道新幹線は営業線における踏切が皆無であるが、1964年の開業当初から前照灯（前部標識灯）・尾灯（後部標識灯）をともに常時点灯させて運行している。新幹線以外では、1989年3月11日に西日本旅客鉄道（JR西日本）で開始されたのを皮切りに、現在ではJR全社と大半の私鉄で実施されている。大手私鉄では1990年10月29日に名古屋鉄道が初めて完全実施した。なお、地下鉄路線では以前から地上区間を含め、事業者の「運転取扱心得」などに定めて常時点灯としている路線が大半であった。ただし、名古屋市営地下鉄東山線の地上区間（上社駅 - 藤が丘駅）では、ホーム柵導入以前から昼間は消灯している。
伊予鉄道の郊外電車では2019年12月より昼間点灯を開始したが、2か月後の2020年2月末に取りやめられ、それ以降昼間点灯を行っていない。

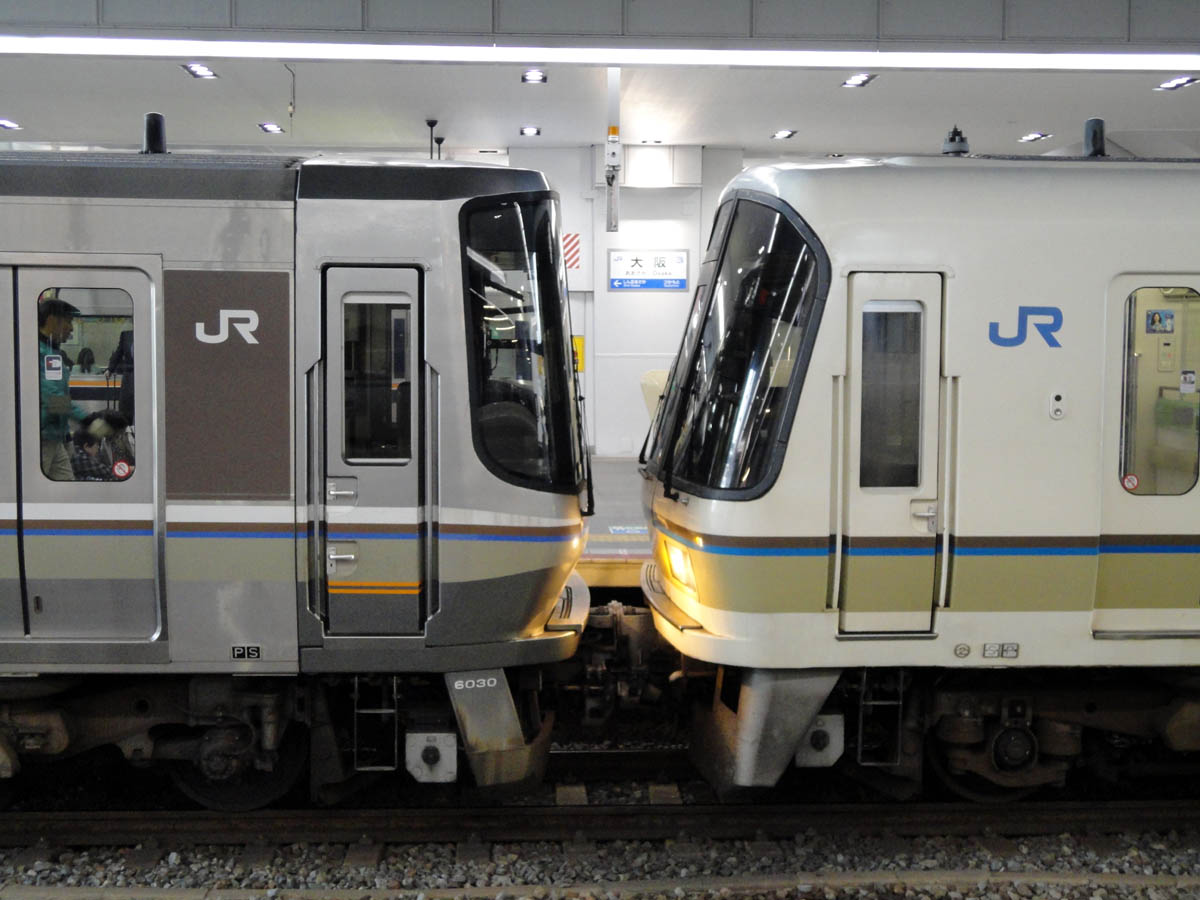
連結面の前照灯点灯（左：JR西日本223系、右：同221系）

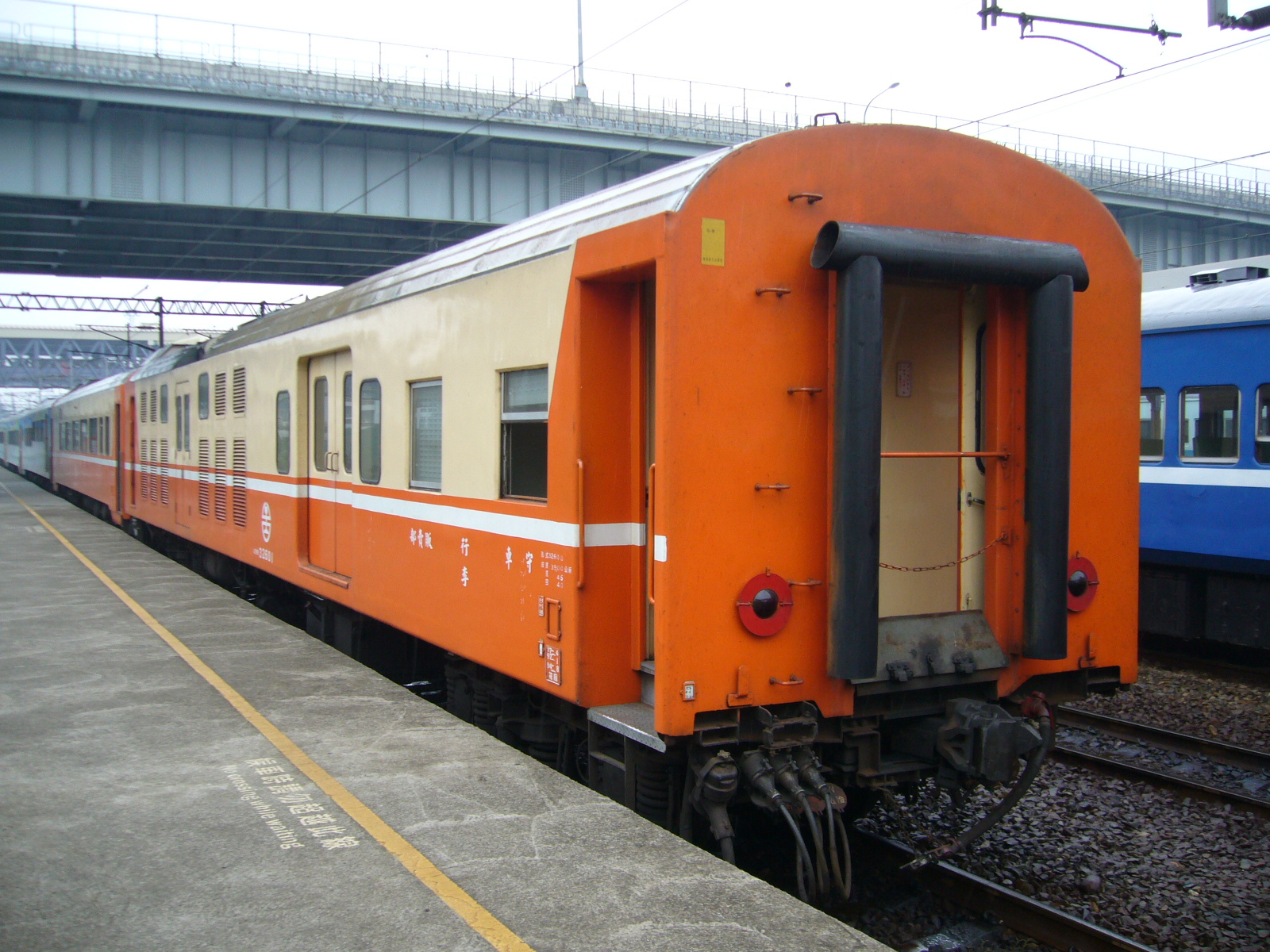
尾灯を常時点灯とせず反射板で代用する例（台鉄電源荷物車）

多くの鉄道事業者ではラッシュ時と閑散時の需給変化に応じて、運転間隔や列車の編成両数の増減で対応しているため、編成中に乗務員室や運転台同士が向かい合う形で連結されることも多い。ホームと連結面間の隙間への旅客の転落防止措置として、現在では新製車両に転落防止幌の取りつけが義務づけられているが、運転台側に関しては運転時の乗務員の視界確保や見栄えを理由に、義務化の対象外となっていた。
かねてからニューヨーク市地下鉄や創始期の大阪市営地下鉄のように、運転台の妻面に転落防止用のチェーンや可動柵を装備している車両も存在したが、JR西日本では2010年12月に神戸線舞子駅で発生した運転台同士の連結面間への旅客の転落死亡事故を受け、2011年5月から管内で運転されるすべての中間に組み込まれる運転台において、転落防止の注意喚起を目的とし、向かい合う双方の車両の前照灯を常時点灯としている。
関東地方の大手私鉄では、1995年2月21日に京浜急行電鉄が全線で常時点灯を開始し、順次全事業者で実施された。その後、1998年3月17日に近畿日本鉄道が全線で常時点灯を開始し、関西や九州などの全事業者で順次実施されている。
地上を走行する日本のモノレール路線において、昼間点灯を実施する事業者は存在しない。新交通システムは、進行方向は終日点灯するゆりかもめ、ホームに柵などはないが昼間の地上部は消灯して運転する山万ユーカリが丘線など、各様である。
尾灯は常点灯とする事業者が現在は多数を占めるが、JR貨物の貨物列車の多くは、昼夜問わず反射板を以て後部標識としている。また、小湊鉄道キハ200形気動車のように、尾灯の周りに後部標識板を装備した車両もあり、日中は尾灯を点灯せず標識板で代用する場合もある。日本国外では、台湾鉄路管理局やタイ国有鉄道の客車などで同様の例がみられる。

## 自動車

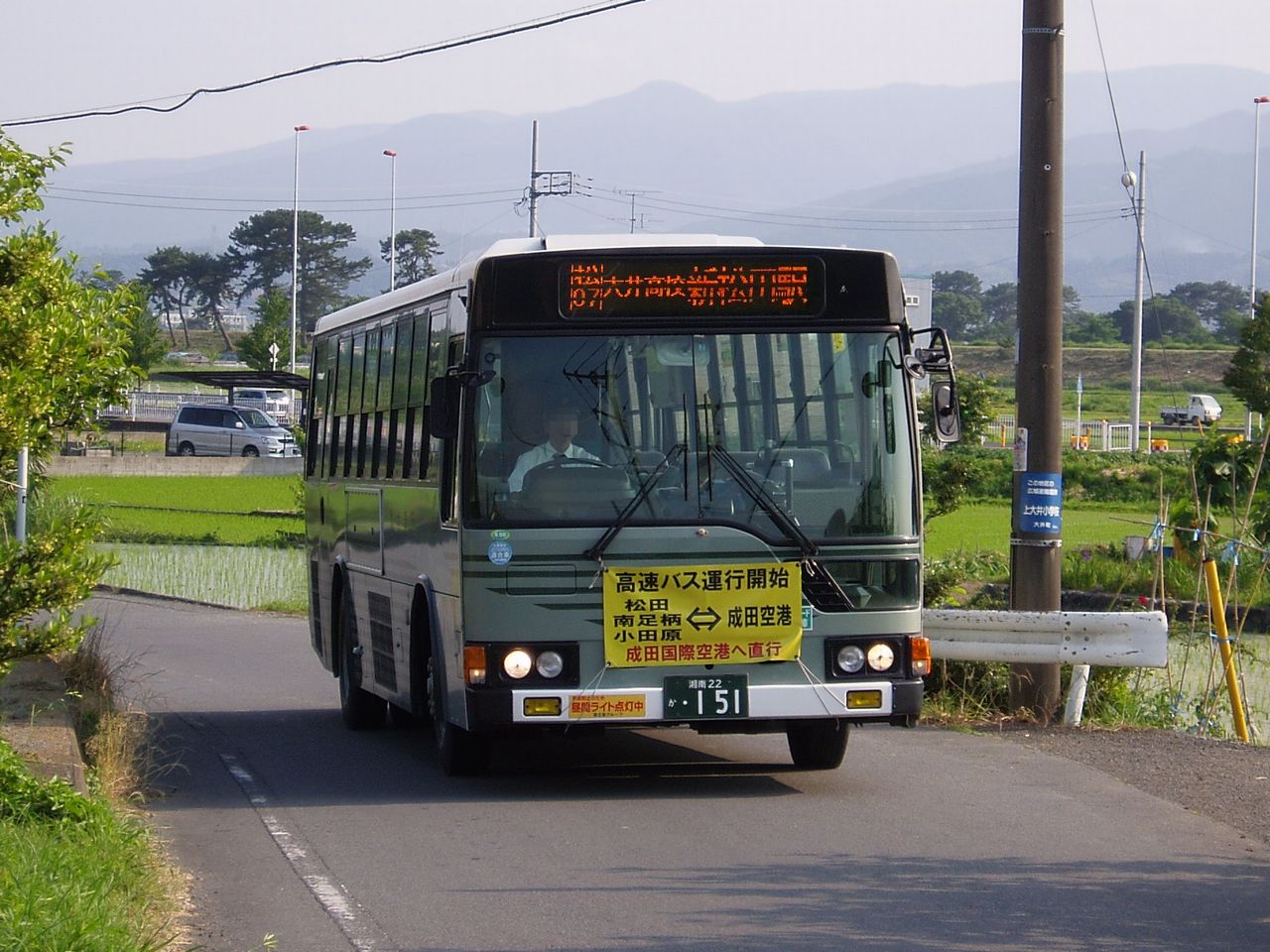
日中前照灯を点灯して走行する路線バス

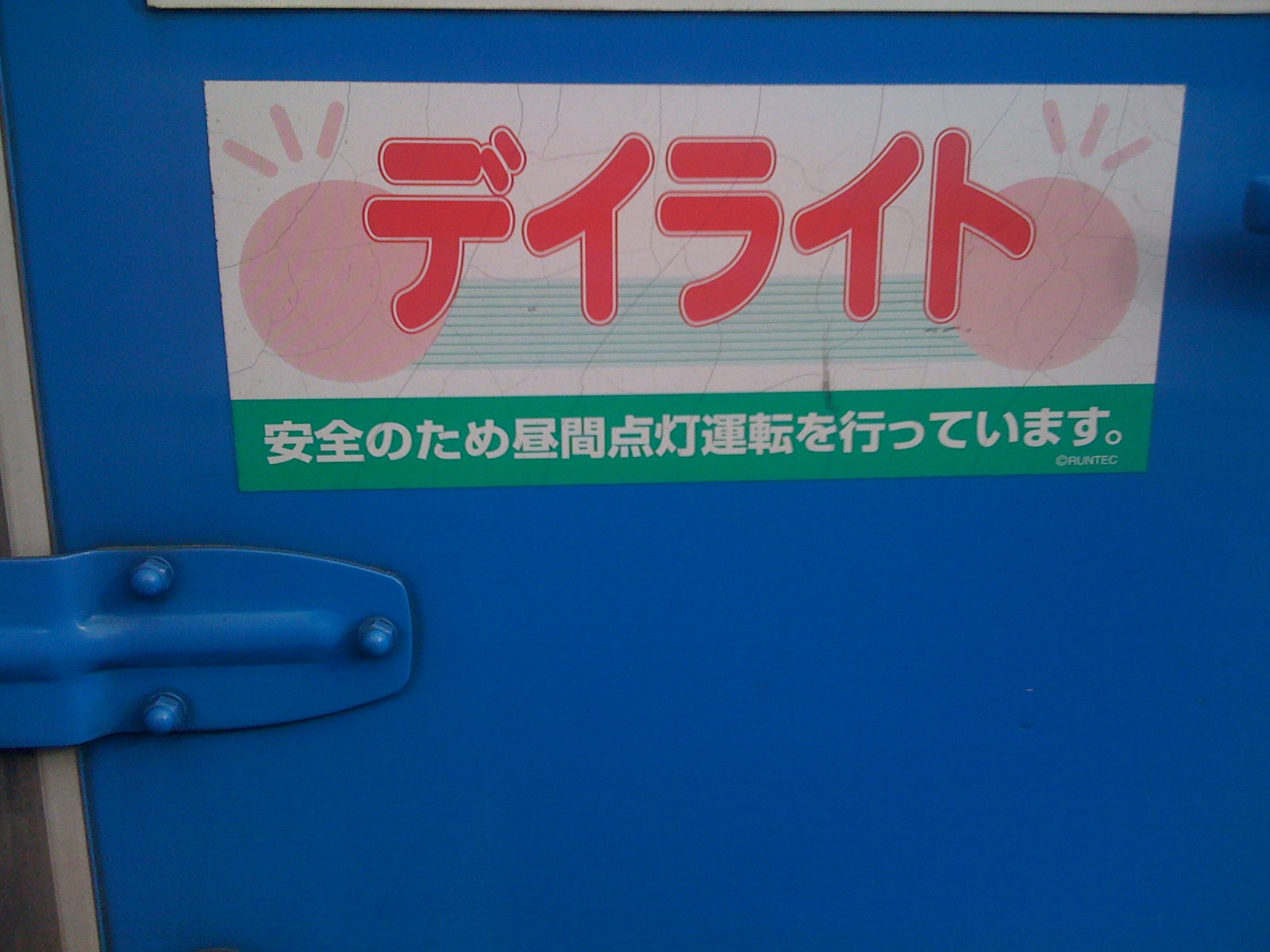
後続車に昼間点灯運転中であることを知らせるステッカー

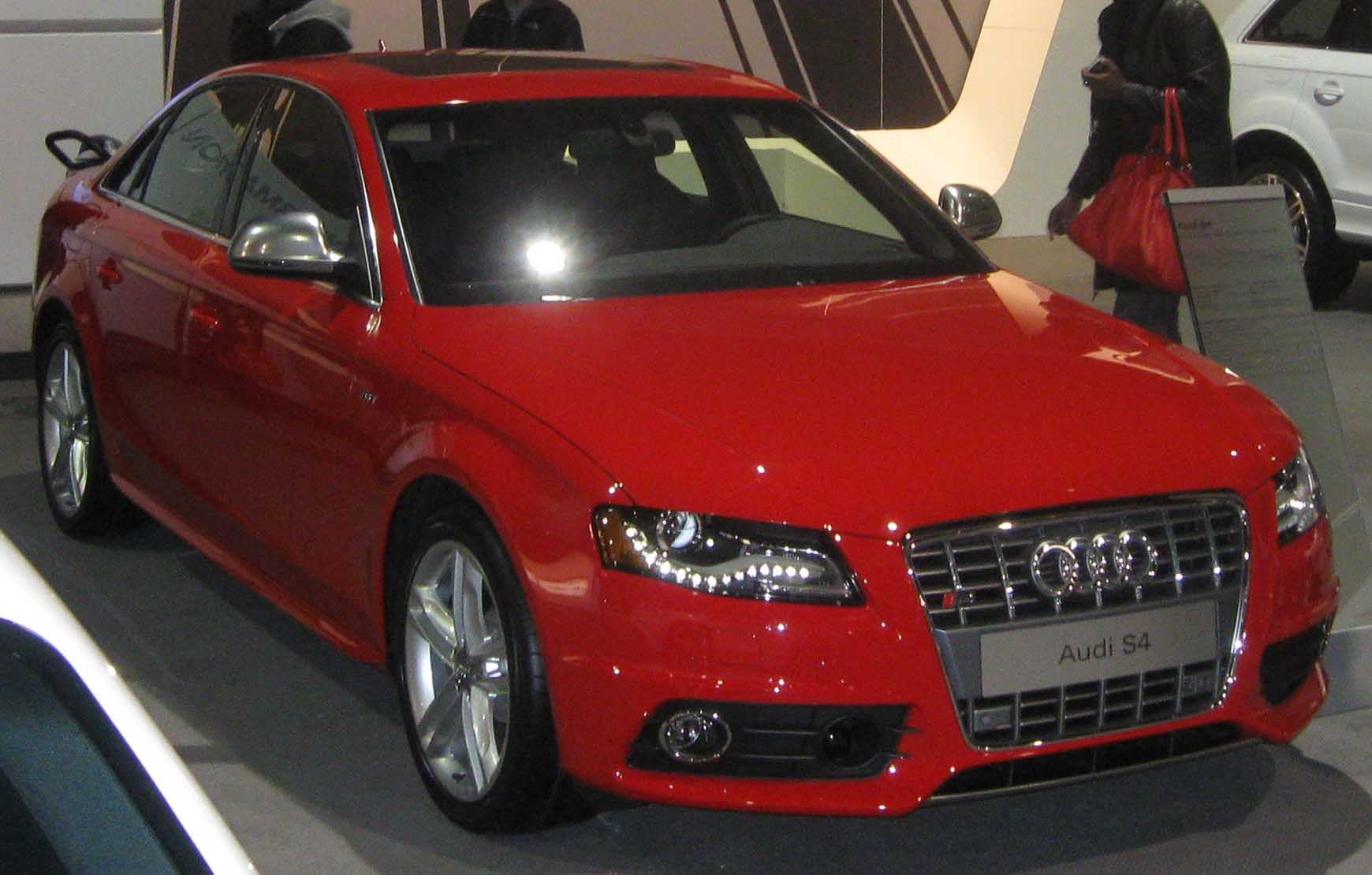
常時点灯しているLEDを備えたアウディ・S4（2008年モデル）

北欧諸国、カナダなど、高緯度地帯の国々を中心に日本よりも早い時期から昼間点灯が行われた。スウェーデンは1977年に世界で初めて昼間点灯を義務付け、フィンランドも1972年から冬季の田舎道から始まり1997年に季節を問わず全土で、ノルウェーは1986年から、アイスランドは1988年から、デンマークは1990年からそれぞれ義務付けており、これら諸国で販売される車両はイグニッションスイッチを接続すると、ライトスイッチが切断の位置でも通常のロービームが点灯する。
カナダでは、1990年1月1日から、販売される全ての自動車にDRLの装着が義務付けとなる。内容は北欧諸国と類似していたが、自動車メーカーは新しい灯火の装備は費用が増加し、毎回ロービームを点灯させることは電球の寿命に悪影響して保証問題に影響すると反発した。論争の末に一部変更されて、使用頻度が少ないハイビームを減光して点灯させる方式も認められ、かつ白色、アンバー色、一部は黄色、のいずれも認められた。
アメリカでは、1995年頃からカナダに準拠したDRL装着車両が普及し始める。北米仕様の車両はDRL使用時はテールランプ、メーター照明などは点灯しない。フロントウインカーを車幅灯と兼用する車種が多い北米ではフロントウインカー兼用のアンバー色のDRLも存在する。
日本では、1970年代から主に救急車やパトカーが緊急走行中に実施していた。1990年代初めにニヤクコーポレーションが西日本地域の一部で試行したが、消灯忘れと認識した対向車からパッシングされる事例が多発して短期間で中止された。1995年に長崎県の佐川急便が事故防止のために昼間に配達用トラックの点灯を始め、同社や同業他社によって全国規模で実施された。悪天候時や薄暮時でも点灯しない運転者が散見される一方で、日中も有意に点灯する運転者もみられることから、営業車の運転者らが日暮れや悪天候時に点灯を率先した。現在は自治体、自動車教習所、トラックやバスを用いる大手企業などで営業車や社用車が昼間点灯を垂範している。冬季は昼の時間が短く降雪で被視認性の低下も多い北海道は普及の意義が大きい。デイライトの呼称は、福岡県の物流会社ランテックが用い始め、賛同車両へのステッカー配布を行い、マスメディアへの取材にも協力した。
2016年（平成28年）10月に国土交通省が保安基準を改正し、新型車は2019年（平成31年）3月8日以降、継続生産車は2021年（令和3年）10月8日以降、無灯火走行を禁止する「オートライト」の装備が義務化された。停車中に条件を満たせば前照灯を消すことができるが、走行すると強制的に点灯するため、夜間の濃霧や吹雪/地吹雪の際にフォグランプだけで走行することができなくなった。
欧州連合は、2011年2月以降に最初に形式認定された乗用車はデイライト装着が義務化となった。法改正後は、バッテリーの負荷を低減させる目的もありLED式の常時点灯ライトの装着が主流で、テールランプやナンバー灯（番号灯）などは同時点灯しないが、アウディやシトロエンなどテールランプも点灯する車種もある。装着位置はヘッドライトユニットに内蔵するほかにフロントグリルやフロントバンパー内などに独立して装着するものもある。点灯のタイミングは、イグニッションオン、エンジン始動、パーキングブレーキ解除などメーカーや車種で異なる。一部の車種はターンシグナルランプ使用時に、DRL部が減光または消灯しターンシグナルを一層目立たせるものもある。かつての日本国内向けの車両は保安基準に従い、装備しているが制御コンピュータで休止したり、ユニットを装着しない車両も存在した。

### デイタイムランニングライト
デイタイムランニングライト (英語: Daytime Running Light、以下DRL) は、ヘッドランプに内蔵またはその付近に別体として設置する。フロントの当該部分のみが点灯し、基本的にテールランプやナンバー灯などは連動していないが、2017年（平成29年）頃以降は連動する例もある。光源に発光ダイオード (LED) を採用するものがほとんどで、光色を白と橙に切り替えることでターンランプ/ハザードランプと兼用しているものもある。
ヨーロッパでは2011年から義務化されたことから、日本車でも欧州向けには標準で装備されるようになった。部品の共通化で日本国内仕様にもDRLが装備されている車種があったが、この時点では照度（LEDの輝度）が道路運送車両法の保安基準に適合していなかったため、ECUによる減光のうえポジションランプ（車幅灯）、または「その他灯火類」としての使用のみが認められ、任意の点灯/消灯も可能であった。
2016年（平成28年）10月に保安基準が改正され、日本国内でも昼間走行灯として正式に認可された。これを受け、2017年（平成29年）には8月10日にアウディジャパンが、同月以降に出荷する全車種にDRLを標準装備とすることを発表し、国内初の事例となった。次いで同月31日にはBMW JAPANも全車標準装備化の発表を行い、国内2例目となった。
BMW JAPANとボルボ・カー・ジャパンは、認可前に登録した車両も車載コンピュータのプログラムを更新して認可照度に対応している。アウディジャパンを含むフォルクスワーゲングループジャパンは、認可前登録車両でユーザーが車両データを書換えてEUの基準でDRLを点灯している場合も、従来通り消灯処置とすることを公表している。

## オートバイ
1979年9月に秋の全国交通安全運動で、熊本県警が行った常時点灯キャンペーンをきっかけに全国に広まった。1998年に保安基準が車両に対して常時点灯を前提とする構造とするよう改正された。現行車両はイグニッションオン、あるいはエンジン始動と同時に点灯し、消灯スイッチは存在しない。エンジン始動時のバッテリー負荷軽減のため、アフターマーケットパーツとして消灯スイッチが販売されているが法規制はない。
1998年に、昼間点灯は6割のライダーに浸透していたことから、日本自動車工業会が「バイクは昼間もライトオン」をキャッチフレーズとしたポスターやCMを通じて、一般自動車のドライバーや歩行者、自転車への理解を促すキャンペーンを展開した。

## 自転車
滋賀県は2003年から2005年まで自動車の昼間点灯実施を呼び掛け、2009年4月現在、早め点灯に内容が変更されて自転車も対象としている。

## 問題点

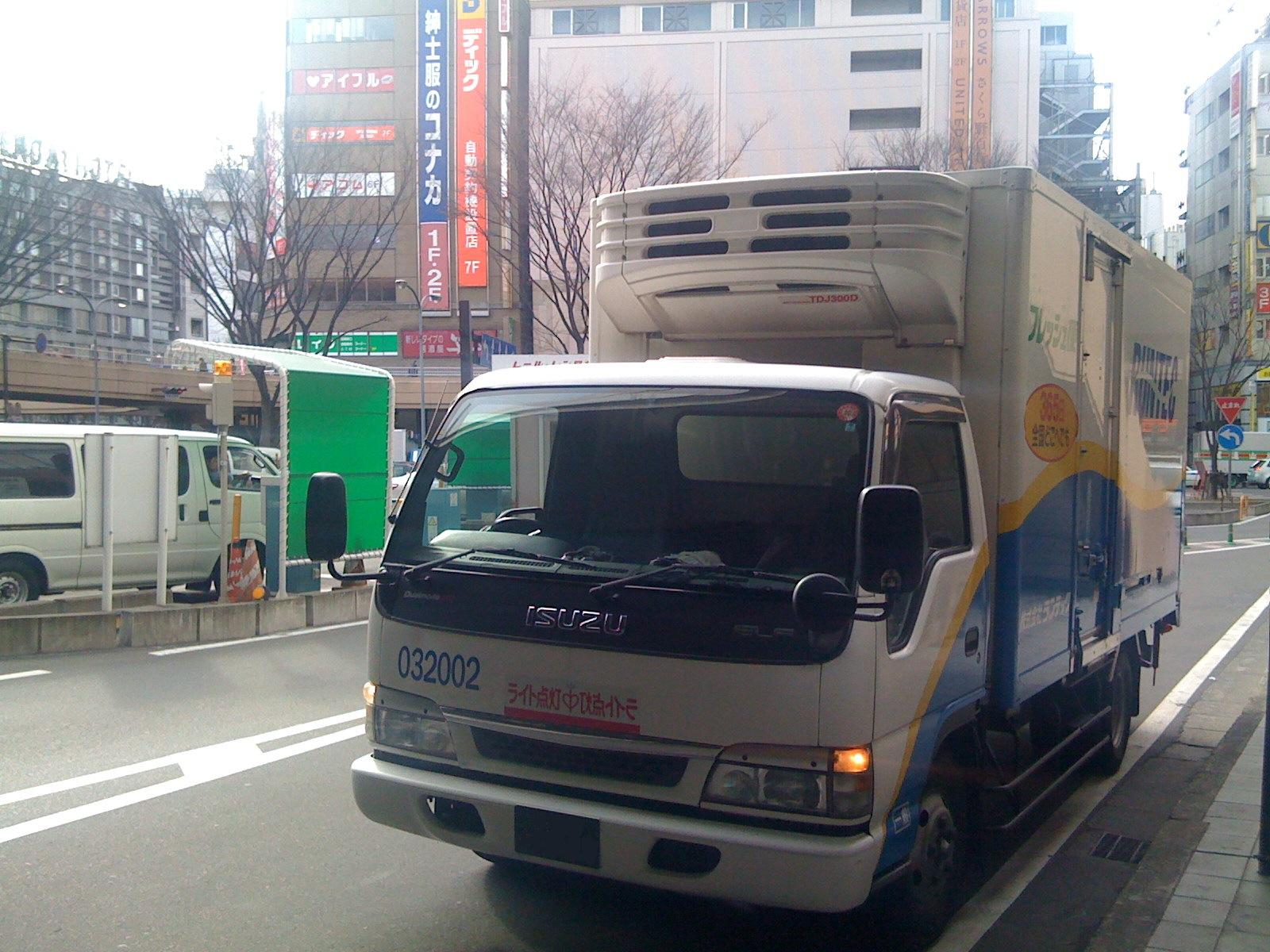
昼間点灯を実施する運送会社のトラック（前面ステッカーの半分が鏡文字になっている）

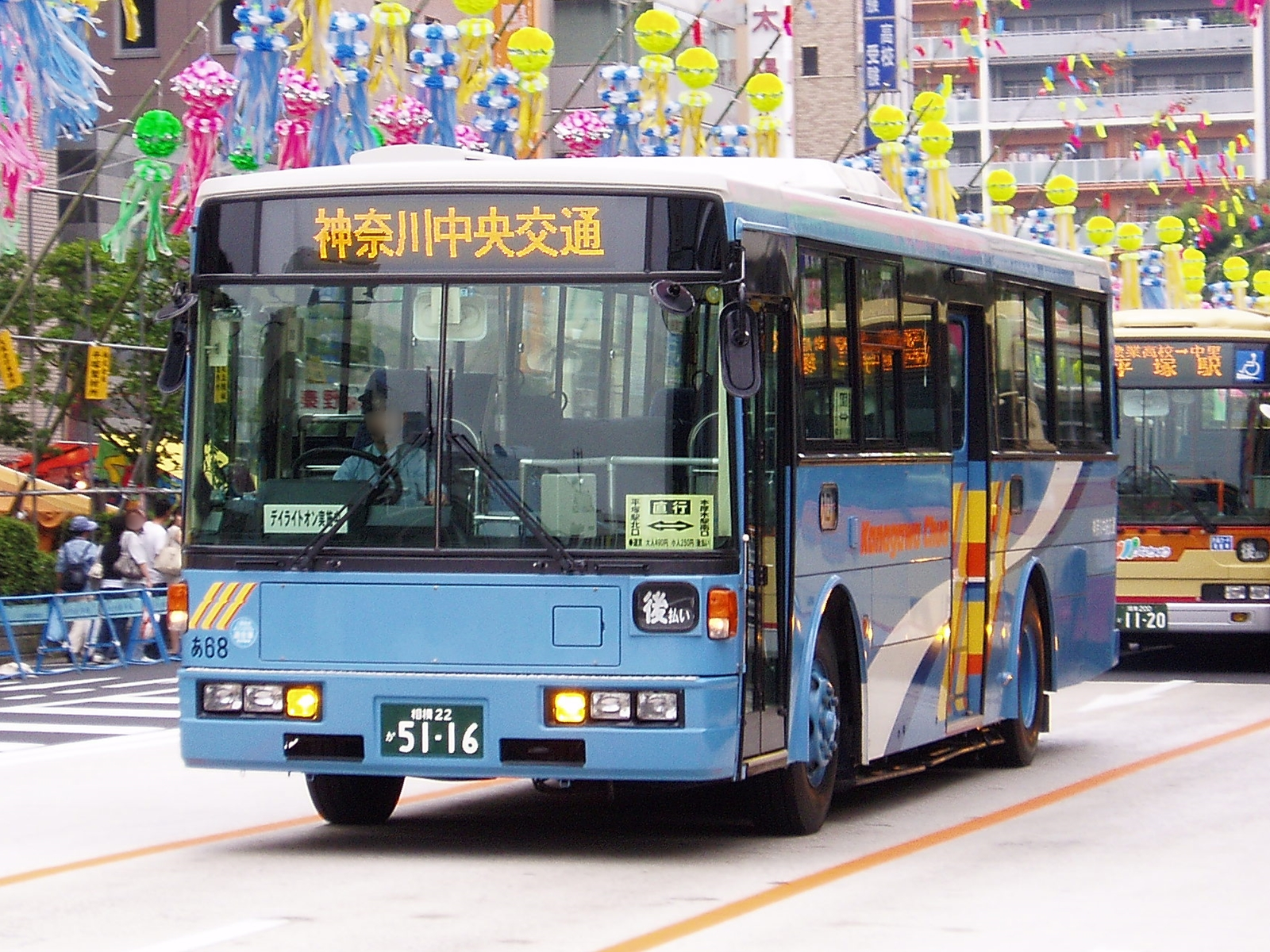
日中にフォグランプの点灯を実施する路線バス

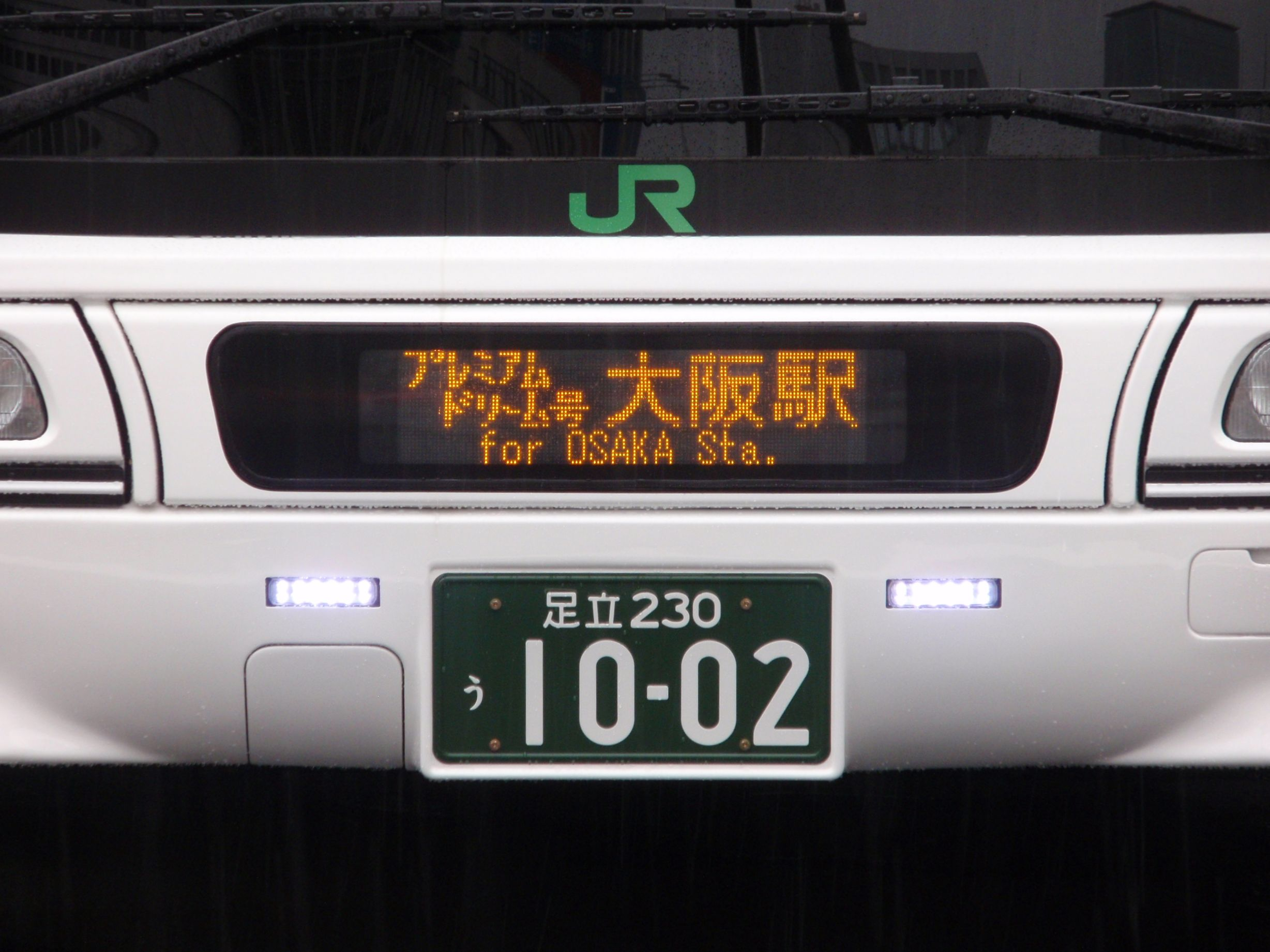
デイタイムランプの装備例（ナンバープレートの両脇の灯具）。デイタイムランプはヘッドライト消灯時に点灯する

- ライトの電力はエンジンから供給されるため、燃費に影響する。消費電力が少ないLEDライトが開発されるまでは常時点灯する事例は少なかった。
- 昼間は明るいために、運転後の消灯を忘れ、バッテリーがあがってしまう恐れがある。近年の車両で警告音である程度は防止でき、コンピュータ制御によりエンジン停止後一定時間で自動消灯する機能も広まっている。
- 昼間点灯が義務化、普及化していない国では意図的な点灯ではなく消し忘れと解釈した対向車からパッシングされたり、前車や歩行者から指摘を受ける。「昼間点灯実施中」のステッカーで“消し忘れに非ず”とアピールする車両もみられる。
- 点灯時間が長くなるため、特にヘッドライトがハロゲンランプ仕様の場合はバルブの寿命が短くなる。トラックやバスなどの大型車両は車側灯も同時に点灯するため、車側灯の寿命も短くなる。日中はフォグランプを点灯し、車側灯の点灯を避ける事例もみられる。
- ハイマウントストップランプを装備せず、テールランプ（尾灯）とブレーキランプ（制動灯）が一体型の車両の場合、昼間点灯を実施すると後続車からはブレーキランプ点灯の視認性が落ちてしまう。前走車がシルエットになる場合は、後方に対する昼間点灯のメリットがある。
- 自発光式メーターの場合、光量が落とされるために見づらい場合がある。
- ライダーから「道路運送車両法で常時点灯が車両構造上において必須とされているオートバイが相対的に目立たなくなる」（二輪車は四輪車に比べて車体が小さいのであえて目立たせる必要があり、周囲の車も昼間点灯すると目立たなくなってしまうので逆に危険である）、一部から「低身長である幼児や学童の眼球に悪影響を及ぼすのではないか」との意見[10] があった。

電力消費が少ないLEDを用いた汎用昼間点灯用ライトも各種発売されている。